# Parafia św. Gertrudy i św. Michała Archanioła w Tarnobrzegu
Parafia pod wezwaniem Świętej Gertrudy i Świętego Michała Archanioła w Tarnobrzegu – parafię erygowano w 1215. Nowy kościół wybudowano w 1884 roku staraniem ks. Władysława Ciechanowicza, a poświęcono w 1902 roku. Rozbudowany został w 1934 roku. Parafia mieści się przy ulicy Piętaka, na osiedlu Wielowieś.